# Зимние Паралимпийские игры 2030
Зи́мние Паралимпи́йские и́гры 2030 (официальное название — XV Зи́мние Паралимпи́йские и́гры) — международные мультиспортивные мероприятия, которые пройдут в марте 2030 года.
Столица игр будет объявлена 23-24 июля 2024 года на 140-й сессии МОК в Париже (Франция).

## Процесс подачи заявок
Новый процесс подачи заявок был утвержден на 134-й сессии МОК в Лозанне.
- Установить постоянный, конструктивный диалог для изучения интереса между городами / регионами / странами и национальными олимпийскими комитетами к любой олимпиаде
- Создать две комиссии для будущих хозяев (летние и зимние игры), чтобы контролировать интерес к будущим олимпийским событиям и отчитываться перед исполнительным советом МОК.
- Усилить влияние на сессию МОК, сделав членов, не являющихся членами ИС, членами будущих принимающих комиссий